# Gunhilda de Danemarca
Gunhilda de Danemarca (n. 1020 – d. 18 iulie 1038, Sfântul Imperiu Roman) a fost prima soție a împăratului Henric al III-lea al Sfântului Imperiu Roman.

## Biografie
Gunhilda a fost fiica lui Knut cel Mare și a celei de-a doua soții, Emma de Normandia. Bunicii ei pe linie maternă au fost ducele Richard I al Normandiei și cea de-a doua soție a acestuia, Gunnora, Ducesă de Normandia. Bunicii ei pe linie paternă au fost Sweyn Forkbeard și cea de-a doua soție a acestuia, Świętosława.
Gunhilda a fost sora regelui Hardeknud și sora vitregă a regilor Svein al Norvegiei și Harold Picior-de-Iepure. Ea a fost, de asemenea, sora vitregă a lui Alfred Aetheling și a lui Eduard Confesorul.
În 1036 Gunhilda s-a căsătorit cu viitorul împărat Henric al III-lea al Sfântului Imperiu Roman, moștenitorul împăratului Conrad al II-lea. După nuntă a luat numele de „Kunigunde”. Cuplul a avut un  singur copil, o fiică, Beatrice  (1037 – 13 iulie 1061) care a devenit stareță de Quedlinburg. 
Gunhilda a fost acuzată de adulter însă a câștigat procesul; în ciuda victoriei ei, dezamăgită, s-a călugărit. La scurtă vreme, Gunhilda și soțul ei s-au împăcat.